# Museu Arqueològic de Melos
El Museu Arqueològic de Melos és un dels museus de Grècia. Està situat a l'illa de Melos, dins l'arxipèlag de les Cíclades. Es troba en un edifici d'estil neoclàssic construït al 1870, dissenyat per Ernst Ziller. L'inauguraren al 1985.
Conté una sèrie de peces arqueològiques de l'illa, entre les quals hi ha objectes provinents de l'important jaciment prehistòric de Filakopí (tot i que moltes peces importants d'aquest lloc es troben en altres museus). Hi ha també escultures, relleus, inscripcions i fulles d'obsidiana. L'obsidiana procedent de l'illa de Melos fou una matèria fonamental de les primeres cultures de l'Egeu, sobretot en la civilització ciclàdica.

## Col·leccions
La col·lecció es distribueix en quatre sales d'exposició i un espai a l'aire lliure. A la sala A hi ha una reproducció de la famosa Venus de Milo l'original de la qual es troba al Museu del Louvre de París, a més de nombroses eines d'obsidiana. La sala B alberga troballes prehistòriques des del cinqué mil·lenni fins a finals del segon mil·lenni ae. La majoria procedeixen del jaciment de Filakopí. N'hi ha peces de ceràmica i estatuetes, entre les quals destaca la denominada «Dama de Filakopí», que representava potser una divinitat o una sacerdotessa. La sala C conté peces de terrissa de períodes posteriors, des del geomètric fins a l'època romana. També hi ha monedes, eines i objectes de la vida quotidiana d'aquestes èpoques. Finalment, la sala D inclou escultures dels períodes hel·lenístic i romà, i en destaca una d'un sacerdot de Dionís. També conté ofrenes votives com algunes peces amb inscripcions en alfabet de Melos, una versió de l'alfabet grec particular de l'illa que tenia 21 signes d'escriptura.Plantilla:Galería de imágenes